# San Diego 100
San Diego 100, parfois abrégé en SD 100, est un ultra-trail organisé chaque année en Californie. Il se dispute sur un parcours en boucle long de 100 milles avec pour point de départ et d'arrivée le lac Cuyamaca, dans le comté de San Diego. La première édition a eu lieu en 2001. Celle de 2002, qui devait être la deuxième, a été annulée à cause d'un incendie.

## Palmarès
| Édition | Date             | Hommes                                                  | Hommes                                                  | Hommes                                                  | Femmes                                                  | Femmes                                                  | Femmes                                                  |
| ------- | ---------------- | ------------------------------------------------------- | ------------------------------------------------------- | ------------------------------------------------------- | ------------------------------------------------------- | ------------------------------------------------------- | ------------------------------------------------------- |
|         |                  | Rang                                                    | Athlète                                                 | Temps                                                   | Rang                                                    | Athlète                                                 | Temps                                                   |
| 1re     | 15 décembre 2001 | 1er                                                     | Steve Harris Jeff Hines                                 | 23 h 09 min 00 s                                        | 5e                                                      | Monica Scholz                                           | 25 h 51 min 00 s                                        |
| 2e      | 22 novembre 2003 | 1er                                                     | Russ Kline                                              | 25 h 21 min 00 s                                        | 2e                                                      | Diane Van Deren                                         | 26 h 15 min 00 s                                        |
| 3e      | 23 octobre 2004  | 1er                                                     | Eric Clifton                                            | 19 h 49 min 48 s                                        | 3e                                                      | Tracy Bahr                                              | 23 h 13 min 30 s                                        |
| 4e      | 22 octobre 2005  | 1er                                                     | Karl Meltzer                                            | 17 h 24 min 15 s                                        | 7e                                                      | Olga King                                               | 23 h 08 min 27 s                                        |
| 5e      | 21 octobre 2006  | 1er                                                     | Karl Meltzer — 2e victoire                              | 15 h 48 min 00 s                                        | 9e                                                      | Ronda Sundermeier                                       | 22 h 42 min 00 s                                        |
| 6e      | 20 octobre 2007  | 1er                                                     | Karl Meltzer — 3e victoire                              | 17 h 45 min 50 s                                        | 4e                                                      | Kimberly Holak                                          | 19 h 48 min 10 s                                        |
| 7e      | 7 juin 2008      | 1er                                                     | Tom Nielsen                                             | 19 h 26 min 00 s                                        | 15e                                                     | Gina Natera                                             | 25 h 44 min 00 s                                        |
| 8e      | 6 juin 2009      | 1er                                                     | Ben Hian                                                | 18 h 15 min 45 s                                        | 4e                                                      | Suzanna Bon                                             | 19 h 32 min 19 s                                        |
| 9e      | 12 juin 2010     | 1er                                                     | Guillermo Medina                                        | 18 h 55 min 07 s                                        | 5e                                                      | Jane Larkindale                                         | 20 h 49 min 40 s                                        |
| 10e     | 11 juin 2011     | 1er                                                     | Dylan Bowman                                            | 18 h 00 min 15 s                                        | 6e                                                      | Kristin Moehl                                           | 19 h 41 min 03 s                                        |
| 11e     | 9 juin 2012      | 1er                                                     | Jeff Browning                                           | 16 h 38 min 59 s                                        | 6e                                                      | Shawna Tompkins                                         | 20 h 45 min 05 s                                        |
| 12e     | 8 juin 2013      | 1er                                                     | Jeff Browning — 2e victoire                             | 16 h 59 min 24 s                                        | 8e                                                      | Jenny Capel                                             | 20 h 57 min 35 s                                        |
| 13e     | 7 juin 2014      | 1er                                                     | Jeff Kozak                                              | 19 h 24 min 22 s                                        | 4e                                                      | Jenny Capel — 2e victoire                               | 20 h 08 min 46 s                                        |
| 14e     | 6 juin 2015      | 1er                                                     | Bob Shebest                                             | 17 h 09 min 28 s                                        | 37e                                                     | Nadine Haluszczak                                       | 23 h 37 min 25 s                                        |
| 15e     | 3 juin 2016      | 1er                                                     | Nate Jaqua                                              | 19 h 15 min 12 s                                        | 6e                                                      | Jenny Capel — 3e victoire                               | 22 h 00 min 08 s                                        |
| 16e     | 9 juin 2017      | 1er                                                     | Kris Brown                                              | 16 h 59 min 48 s                                        | 8e                                                      | Teresa Kaiser                                           | 22 h 22 min 51 s                                        |
| 17e     | 8 juin 2018      | 1er                                                     | Dmitri Journist                                         | 18 h 54 min 13 s                                        | 9e                                                      | Ragan Petrie                                            | 22 h 47 min 55 s                                        |
| 18e     | 7 juin 2019      | 1er                                                     | Zach Bitter                                             | 16 h 49 min 13 s                                        | 4e                                                      | Teresa Kaiser — 2e victoire                             | 20 h 18 min 57 s                                        |
|         | 5 juin 2020      | Édition annulée en raison de la pandémie de coronavirus | Édition annulée en raison de la pandémie de coronavirus | Édition annulée en raison de la pandémie de coronavirus | Édition annulée en raison de la pandémie de coronavirus | Édition annulée en raison de la pandémie de coronavirus | Édition annulée en raison de la pandémie de coronavirus |
|         | 4 juin 2021      | Édition annulée en raison de la pandémie de coronavirus | Édition annulée en raison de la pandémie de coronavirus | Édition annulée en raison de la pandémie de coronavirus | Édition annulée en raison de la pandémie de coronavirus | Édition annulée en raison de la pandémie de coronavirus | Édition annulée en raison de la pandémie de coronavirus |
| 19e     | 3 juin 2022      | 1er                                                     | Ruperto Romero                                          | 19 h 19 min 18 s                                        | 9e                                                      | Katherina Laan                                          | 22 h 01 min 11 s                                        |
| 20e     | 2 juin 2023      | 1er                                                     | Makai Clemons                                           | 16 h 27 min 02 s                                        | 7e                                                      | Michelle Buncke                                         | 22 h 07 min 51 s                                        |